# Exmes
Exmes ist eine Ortschaft und eine ehemalige französische Gemeinde mit 268 Einwohnern (Stand: 1. Januar 2022) im Département Orne in der Region Normandie. Sie gehörte zum Arrondissement Argentan und zum Kanton Argentan-2. Die Einwohner nennen sich Hiémois.
Mit Wirkung vom 1. Januar 2017 wurden die bisherigen Gemeinden Silly-en-Gouffern, Aubry-en-Exmes, Avernes-sous-Exmes, Le Bourg-Saint-Léonard, Chambois, La Cochère, Courménil, Fel, Omméel, Saint-Pierre-la-Rivière, Exmes, Survie, Urou-et-Crennes, Villebadin zu einer Commune nouvelle mit dem Namen Gouffern en Auge zusammengeschlossen und haben in der neuen Gemeinde den Status einer Commune déléguée. Der Verwaltungssitz befindet sich im Ort Silly-en-Gouffern.

## Geographie
Die Gemeinde Exmes liegt 15 Kilometer nordöstlich von Argentan. Die Flüsse Dives und Barges fließen durch das ehemalige Gemeindegebiet.

## Geschichte
Zur Zeit der Merowinger war Exmes eine wichtige Stadt von Neustrien (511–737) und Gouverneurssitz. 869 wurde die Burg von Exmes von den Normannen eingenommen. 1449 wurde sie von den Engländern eingenommen.
Im Zweiten Weltkrieg (1939–1945) wurde Exmes von der französischen 2. Panzerdivision am 19. August 1944 befreit.

### Einwohnerentwicklung
| Jahr                       | 1962 | 1968 | 1975 | 1982 | 1990 | 1999 | 2010 | 2021 |
| -------------------------- | ---- | ---- | ---- | ---- | ---- | ---- | ---- | ---- |
| Einwohner                  | 441  | 443  | 399  | 341  | 335  | 350  | 308  | 272  |
| Quellen: Cassini und INSEE |      |      |      |      |      |      |      |      |

1811 wurden die Gemeinden Chaufour und Saint-Arnoult eingemeindet. Chaufour hatte 1806 37 Einwohner und Saint-Arnoult 76. Die meisten Einwohner hatte Exmes 1836 (805), danach ging die Einwohnerzahl zurück.

## Sehenswürdigkeiten

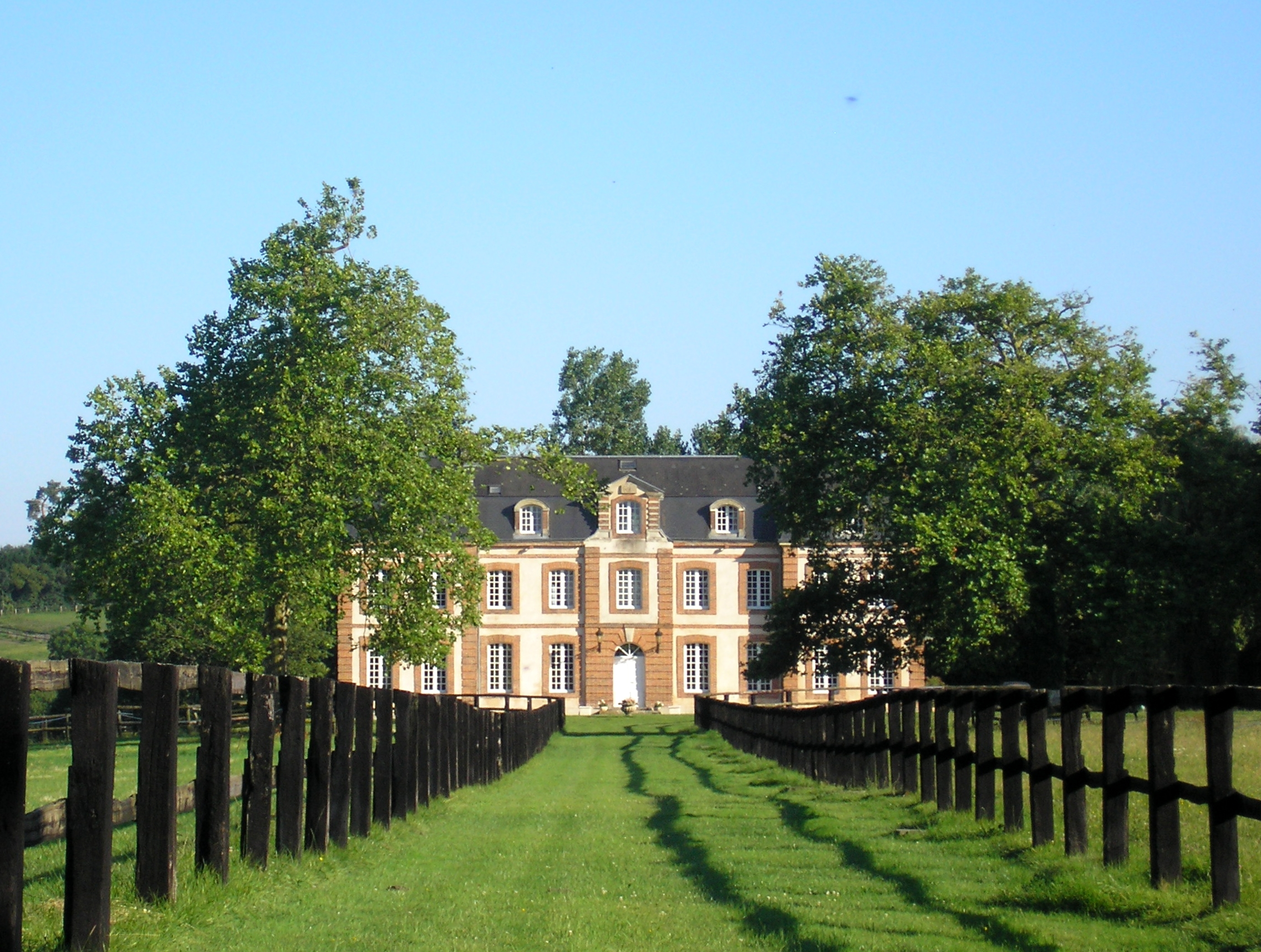
Château de Saint-Arnoult

Das Schloss Château de Saint-Arnoult befindet sich im Privatbesitz. Es wurde im 18. Jahrhundert erbaut.
Die Ruinen einer mittelalterlichen Burg befinden sich im Ortsteil Le Château oberhalb des Ortskerns. Die Ruinen sind als Monument historique (historisches Denkmal) klassifiziert. Zwischen 1182 und 1190 wurde der Donjon erbaut. 1605 wurde die Burg geschleift. Die Steine wurden für den Bau der Priorei Notre-Dame-des-Loges verwendet. Zwischen 1879 und 1889 wurde auf dem Gipfel des Berges, auf dem die Burg gebaut war, eine Kapelle gebaut, die dem Heiligen Chrodegang geweiht war.
Die romanische Kirche St André stammt aus dem 11. Jahrhundert und enthält das Mobiliar der Priorei, die heutzutage nur noch eine Ruine ist. Die Kirche ist die älteste Kirche der Normandie.

## Wirtschaft
Wichtige Erwerbszweige sind Landwirtschaft (Rinder- und Pferdezucht), Handel, Transportwesen und öffentliche Verwaltung.

## Persönlichkeiten
François Le Prévost d’Exmes (1729–1799) war ein französischer Schriftsteller, der in Exmes geboren wurde.